# Bünyamin Balcı
Bünyamin Balcı (Samsun, 31 maggio 2000) è un calciatore turco, difensore dell'Antalyaspor.

## Caratteristiche tecniche
È un terzino destro.

## Carriera
Cresciuto nel settore giovanile dell'Antalyaspor, debutta in prima squadra il 29 ottobre 2019 giocando l'incontro di Coppa di Turchia vinto ai rigori contro il Niğde Anadolu; mentre il 13 settembre 2020 segna la sua prima rete, aprendo le marcature dell'incontro vinto 2-0 contro il Gençlerbirliği.

## Statistiche
Statistiche aggiornate al 21 dicembre 2020.

### Presenze e reti nei club
| Stagione        | Squadra         | Campionato      | Campionato | Campionato | Coppe nazionali | Coppe nazionali | Coppe nazionali | Coppe continentali | Coppe continentali | Coppe continentali | Altre coppe | Altre coppe | Altre coppe | Totale | Totale | Totale |
| Stagione        | Squadra         | Comp            | Pres       | Reti       | Comp            | Pres            | Reti            | Comp               | Pres               | Reti               | Comp        | Pres        | Reti        | Pres   | Reti   |        |
| --------------- | --------------- | --------------- | ---------- | ---------- | --------------- | --------------- | --------------- | ------------------ | ------------------ | ------------------ | ----------- | ----------- | ----------- | ------ | ------ | ------ |
| 2019-2020       | Antalyaspor     | SL              | 16         | 0          | CT              | 7               | 0               | -                  | -                  | -                  | -           | -           | -           | 23     | 0      |        |
| 2020-2021       | Antalyaspor     | SL              | 35         | 2          | CT              | 5               | 0               | -                  | -                  | -                  | -           | -           | -           | 40     | 2      |        |
| 2021-2022       | Antalyaspor     | SL              | 34         | 2          | CT              | 2               | 0               | -                  | -                  | -                  | ST          | 1           | 0           | 37     | 2      |        |
| 2022-2023       | Antalyaspor     | SL              | 34         | 0          | CT              | 2               | 0               | -                  | -                  | -                  | -           | -           | -           | 36     | 0      |        |
| 2023-2024       | Antalyaspor     | SL              | 23         | 1          | CT              | 3               | 0               | -                  | -                  | -                  | -           | -           | -           | 26     | 1      |        |
| 2024-2025       | Antalyaspor     | SL              | 11         | 0          | CT              | 3               | 1               | -                  | -                  | -                  | -           | -           | -           | 14     | 1      |        |
| Totale carriera | Totale carriera | Totale carriera | 153        | 5          |                 | 22              | 1               |                    | -                  | -                  |             | 1           | 0           | 176    | 6      |        |